# Ecphylus melinus
Ecphylus melinus är en stekelart som beskrevs av Marsh 2002. Ecphylus melinus ingår i släktet Ecphylus och familjen bracksteklar. Inga underarter finns listade i Catalogue of Life.